# كارلوس فرنسيس
كارلوس فرنسيس (بالإنجليزية: Carlos Francis)‏ هو لاعب كرة قدم أمريكية أمريكي، ولد في 3 يناير 1981 في فورت وورث في الولايات المتحدة.